# Finlande au Concours Eurovision de la chanson 1967
La Finlande a participé au Concours Eurovision de la chanson 1967 le 8 avril à Vienne, en Autriche. C'est la 7e participation de la Finlande au Concours Eurovision de la chanson.
Le pays est représenté par le chanteur Fredi et la chanson Varjoon - suojaan, sélectionnés par YLE au moyen d'une finale nationale.

## Sélection

### Euroviisut 1967
Le radiodiffuseur finlandais Yleisradio (YLE) organise l'édition 1967 de la finale nationale Euroviisut afin de sélectionner l'artiste et la chanson représentant la Finlande au Concours Eurovision de la chanson 1967.
La finale nationale finlandaise, présentée par Jaakko Jahnukainen (fi), a lieu le 11 février 1967 aux studios YLE d'Helsinki.

#### Finale
Huit chansons ont participé à cette sélection et sont toutes interprétées en finnois, langue officielle de la Finlande.
Lors de cette sélection, c'est la chanson Varjoon - suojaan interprétée par Fredi qui fut choisie. Le chef d'orchestre sélectionné pour la Finlande à l'Eurovision 1967 est Ossi Runne (en).

## À l'Eurovision
Chaque pays a un jury de dix personnes. Chaque juré attribue un point à sa chanson préférée.

### Points attribués à la Finlande
| 1 point | Italie Pays-Bas Portugal |

### Points attribués par la Finlande
| 10 points | 9 points | 8 points   | 7 points                             | 6 points |
| --------- | -------- | ---------- | ------------------------------------ | -------- |
|           |          |            |                                      |          |
| 5 points  | 4 points | 3 points   | 2 points                             | 1 point  |
|           |          | - Belgique | - Irlande - Luxembourg - Royaume-Uni | - Suède  |

Fredi interprète Varjoon - suojaan en huitième position lors de la soirée du concours, suivant la Suède et précédant l'Allemagne.
Au terme du vote final, la Finlande termine 12e — à égalité avec le Portugal — sur les 17 pays participants, ayant reçu 3 points,.